# Скердилаид
Скердилаид (на старогръцки: Σκερδιλαΐδας, Skerdilaidas) е владетел на ардиеите през 218 – 206/205 пр.н.е. Царството му обхваща съвременните Северна Албания, Черна гора и Херцеговина.

## Живот
Син е на цар Плеврат II, по-малък брат на цар Агрон, баща на Плеврат III, и дядо на Гентий.
Скердилаид става цар след Деметрий от Фарос. Той се жени за сестрата на Аминдар, цар на епирските атаманци, и има син Плеврат III.